# Slag bij Fair Oaks en Darbytown Road
De Slag bij Fair Oaks en Darbytown Road vond plaats op 27 oktober en 28 oktober 1864 in Henrico County, Virginia tijdens de Amerikaanse Burgeroorlog. Deze slag is ook gekend als de Tweede Slag bij Fair Oaks
Gelijktijdig met de aanval op de Zuidelijke stellingen bij de Boydton Plank Road voerde generaal-majoor Benjamin Butler met het Noordelijke X Corps een aanval uit op de vijandelijke stellingen langs de Darbytown Road. Het Noordelijke XVIII Corps rukte op naar de Zuidelijke stellingen bij Fair Oaks. Deze aanval werd echter afgeslagen door de divisie van generaal-majoor Charles W. Field. Zuidelijke eenheden voerden een tegenaanval uit waar waarbij ze 600 Noordelijke soldaten gevangennamen. De Zuidelijke stellingen bleven dus intact. De Noordelijken verloren in het totaal 1.603 soldaten tegenover slechts 100 Zuidelijke slachtoffers.